# Alberico II de Espoleto
Alberico II de Espoleto (911 ou 912 - Roma - 31 de agosto de 954) era filho de Marózia e Alberico I; herdando (c. 925) a grande herança de seu avô, Teofilato I. No dia em que sua mãe se casou pela terceira vez (932), organizou uma revolta popular, e expulsou Hugo de Arles de Roma e encerrou sua mãe em uma prisão no Castelo de Santo Ângelo. 
Governou como um governante absoluto, impondo sua vontade ao seu meio-irmão, o Papa João XI. Primeiro aliou-se com os bizantinos, e depois com Hugo de Arles, com quem se reconciliou. Roma passou por um período de calma depois de um estado de anarquia. As autoridades civis e religiosas foram separadas, e não se interferiu nas decisões da Igreja, apesar do controle de sua atividade política. 
Seu filho Otaviano, foi eleito Papa com o nome de João XII, e outros filhos e parentes, (os Crescêncios) compartilharam a herança de Alberico, sendo senhores do governo de Roma até 1012. Construiu o castelo de Túsculo, e onde foi o fundador da dinastia, não apreciou o título de Conde de Túsculo. 
Casou-se em 937 com Alda, filha de Hugo de Arles, rei da Itália. Após a morte de sua esposa, casou-se com Estefânia, uma senhora da nobreza romana, provavelmente irmã do Papa João XIII. Otaviano também teve dois outros filhos, Donato e Gregório I de Túsculo.